# Dichotomia cannoides
Dichotomia cannoides is een hydroïdpoliep uit de familie Dipleurosomatidae. De poliep komt uit het geslacht Dichotomia. Dichotomia cannoides werd in 1903 voor het eerst wetenschappelijk beschreven door Brooks. 